# D'Ardennen
D'Ardennen is een Belgische film uit 2015 onder regie van Robin Pront. De film ging in première op 14 september op het Internationaal filmfestival van Toronto en werd gekozen als openingsfilm op het Film Fest Gent 2015. In 2016 won de film de Ensor voor beste film.
D'Ardennen krijgt in 2016 een bioscooprelease in de Verenigde Staten en er komt een Amerikaanse remake.

## Verhaal
De broers Kenneth en Dave plegen een homejacking die volledig fout gaat. Dave kan ontsnappen maar moet noodgedwongen zijn broer achterlaten. Kenneth gaat de cel in en wanneer hij vier jaar later vrij komt is er veel veranderd. Dave heeft ondertussen zijn leven gebeterd en probeert zijn broer Kenneth ook op het rechte pad te brengen. Hij moet echter lijdzaam toezien dat zijn broer niet te leiden is en Kenneth wil ten koste van alles zijn ex-vriendin Sylvie terug voor zich winnen.

## Rolverdeling
| Acteur              | Personage           |
| ------------------- | ------------------- |
| Kevin Janssens      | Kenneth (Kenny)     |
| Jeroen Perceval     | Dave                |
| Veerle Baetens      | Sylvie              |
| Jan Bijvoet         | Stef                |
| Sam Louwyck         | Joyce               |
| Viviane De Muynck   | Mariette            |
| Peter Van den Begin | Robert              |
| Eric Godon          | Gérard              |
| Rachid El Ghazaoui  | Chalid              |
| Nico Sturm          | Danny               |
| Luc Nuyens          | Moderator hulpgroep |

## Inzending Oscars
De film werd geselecteerd als Belgische inzending voor de beste niet-Engelstalige film voor de 89ste Oscaruitreiking.

## Prijzen en nominaties
De belangrijkste:
| Jaar | Prijs           | Categorie                         | Genomineerde(n)                   | Uitslag     |
| ---- | --------------- | --------------------------------- | --------------------------------- | ----------- |
| 2017 | Satellite Award | Beste niet-Engelstalige film      | Beste niet-Engelstalige film      | Genomineerd |
| 2016 | Ensor           | Beste film                        | Beste film                        | Gewonnen    |
| 2016 | Ensor           | Beste scenario                    | Robin Pront en Jeroen Perceval    | Gewonnen    |
| 2016 | Ensor           | Beste acteur                      | Kevin Janssens                    | Gewonnen    |
| 2016 | Ensor           | Beste acteur in een bijrol        | Jan Bijvoet                       | Gewonnen    |
| 2016 | Ensor           | Beste cinematografie              | Robrecht Heyvaert                 | Gewonnen    |
| 2016 | Ensor           | Beste kostuums                    | Cathérine Van Bree                | Gewonnen    |
| 2016 | Ensor           | Beste art direction               | Geert Paredis                     | Gewonnen    |
| 2016 | Magritte        | Beste Vlaamse film in coproductie | Beste Vlaamse film in coproductie | Gewonnen    |